# Marianne Durano
Pour les articles homonymes, voir Durano.
Marianne Durano, née le 10 juillet 1991 à Lyon, est une essayiste et philosophe française, membre de la rédaction de la revue Limite.

## Biographie
Normalienne de Lyon et agrégée de philosophie,, elle est professeur de philosophie à mi-temps dans un lycée.

### Vie privée
Elle est mariée à Gaultier Bès depuis 2014, avec qui elle a quatre enfants,,.

## Positions
Marianne Durano est une des figures françaises de l'écologie intégrale, avec Eugénie Bastié et Gaultier Bès. Elle défend plus particulièrement un féminisme intégral, une relation égalitaire dans le couple et prône ainsi d'« apprendre à aimer son corps ». 
Certaines de ses positions, en particulier ses réserves sur la contraception, ont pu être analysées comme un « habillage foucaldien de poncifs réacs ». Elle est présentée par de nombreux journalistes comme néo-réac ou réac de la droite conservatrice,.
Figure de proue des Veilleurs - groupe catholique opposé au mariage pour tous - et intervenante ponctuelle à la Manif pour tous, elle a milité contre l'ouverture du mariage aux personnes homosexuelles, et est contre l'ouverture de la PMA aux lesbiennes et aux femmes célibataires. Elle a notamment comparé cette dernière aux organismes génétiquement modifiés, qui relèveraient des « mêmes logiques de manipulation et de marchandisation du vivant ».

## Critiques
Elle est la co-autrice du livre Nos limites (éditions Centurion, 2014), commenté ainsi par le pasteur Stéphane Lavignotte : « L’ouvrage rend visible les fondements philosophiques et théologiques de ce courant [l'écologie intégrale], à savoir une vision conservatrice de la loi naturelle catholique et une approche communautarienne de la société dans la tradition de la pensée contre-révolutionnaire française. »

## Publications
- Gaultier Bès, Marianne Durano et Axel Nørgaard Rokvam, Nos limites : pour une écologie intégrale, Paris, Éditions du Centurion, 2014, 110 p. (ISBN 979-10-92801-12-5, présentation en ligne)
- Marianne Durano, Mon Corps ne vous appartient pas, Paris, Albin Michel, 2018, 304 p. (ISBN 978-2-226-39618-1, présentation en ligne)
- Articles dans Limite : revue d'écologie intégrale[1] : elle y tient une chronique féministe[réf. nécessaire].
- Marianne Durano, Naître ou le néant. Pourquoi faire des enfants en temps d'effondrement ?, Paris, Éditions Desclée de Brouwer, 2024, 240 p. (ISBN 978-2-220-09850-0, présentation en ligne)